# Ментат
Ментатът е измислено човешко същество от фантастичната вселена в научнофантастичния роман „Дюн“ от Франк Хърбърт, преминало през специално дългогодишно обучение, за да се превърне в хуманоиден еквивалент на компютър.

## Из романа „Дюн“
След Бътларовия Джихад (времето, в което всички мислещи машини са заличени от човешката империя) се налага подобни ментати да бъдат използвани, за да е възможен анализа на всички данни свързани с имперското развитие.
Само най-богатите благороднически домове могат да си позволят ментат в своето владение, поради което, освен като човешки същества, те биват считани и за много ценен ресурс.
Характерно за обучението на ментата е, че в началото му лицето, което се подготвя за подобна позиция, не бива информирано за това. Едва във втората част от него се налага да му бъде дадена тази информация. Ментатите са описани от Франк Хърбърт като по-ефективни от най-добрите аналитични машини, които някога сме виждали, но и те могат да грешат. Основната причина за това е, че при наличие на грешни или непълни данни, те не могат да гарантират релевантността на изводите си.
Един от лесните начини да се познае ментата е, че често устните му са ярко оцветени. Това е следствие от специална напитка, която поддържа тонуса на нервната им система (сок от Сафо).
Самият Пол Атреидес е обучаван за ментат по поръчение на баща си Лето Атреидес 1.